# Сергеев, Константин Михайлович
Константи́н Миха́йлович Серге́ев (20 февраля [5 марта] 1910, Санкт-Петербург — 1 апреля 1992[…], Санкт-Петербург) — советский артист балета, балетмейстер и педагог, солист Ленинградского театра оперы и балета им. Кирова. Герой Социалистического Труда (1991), народный артист СССР (1957), лауреат четырёх Сталинских премий (1946, 1947, 1949, 1951). Кавалер четырёх орденов Ленина (1970, 1980, 1988, 1991). Муж балерины, народной артистки СССР Наталии Дудинской (1912—2003).

## Биография
Занимался на вечерних курсах при Ленинградском хореографическом училище (ныне Академия русского балета имени А. Я. Вагановой) (педагоги Е. П. Снеткова, Мария Кожухова, Виктор Семёнов), затем в самом училище (педагог Владимир Пономарёв).
Ещё будучи студентом, начал танцевать в труппе Иосифа Кшесинского, в конце 1920-х выступавшей с гастролями по всей стране, а по окончании училища в 1930 году был принят в Мариинский театр (с 1935 года — Театр оперы и балета имени С. М. Кирова), где работал как солист до 1961 года. Обладая благородной внешностью и высочайшим актёрским мастерством, с блеском исполнял ведущие партии классического репертуара, трактуя их в глубоко психологическом, правдивом ключе.
В 1930—1940 годах выступал вместе с Галиной Улановой, их дуэт считается одним из лучших в истории русского балета. Именно они были первыми исполнителями заглавных партий в первой постановке балета Сергея Прокофьева «Ромео и Джульетта» 11 января 1940 года. После войны танцевал в дуэте с женой Наталией Дудинской.
С 1946 года работал также как балетмейстер. В 1951—1955 и 1960—1970 годах — главный балетмейстер Ленинградского театра оперы и балета им. С. М. Кирова (ныне Мариинский театр). Осуществил первые постановки ряда современных советских балетов («В порт вошла „Россия“» Василия Соловьёва-Седого, 1964; «Гамлет» Николая Червинского, 1970), а также новые редакции классических спектаклей, среди которых наиболее известны «Спящая красавица» Петра Чайковского, «Раймонда» Александра Глазунова, «Золушка» Сергея Прокофьева (1945, 1964) и многие другие.

Могила Сергеева на Литераторских мостках в Санкт-Петербурге

Ставил балеты в Ленинградском хореографическом училище, Московском музыкальном театре им. К. С. Станиславского и Вл. И. Немировича-Данченко, Большом театре, а также за рубежом.
С 1931 года преподавал классический танец, в 1938—1940 и с 1973 года — художественный руководитель Ленинградского хореографического училища, с 1991, после преобразования училмща — президент Санкт-Петербургской академии русского балета им. А. Я. Вагановой, вёл курс «Классическое наследие» (с Наталией Дудинской). В училище преподавал актёрское мастерство. Также работал за границей. В 1985—1988 годах преподавал на Международном летнем семинаре в Сплите (Югославия).
Автор сценария нескольких телефильмов-балетов, сам снимался в таких постановках, вёл цикл телепередач об истории русского балета «Искусство русского балета».
В 1953 году на киностудии «Ленфильм» был снят фильм «Мастера русского балета». В фильм вошли фрагменты балетов Бориса Асафьева «Бахчисарайский фонтан» и «Пламя Парижа», а также балета «Лебединое озеро» Петра Чайковского. Исполнил в этом фильме партию принца Зигфрида с Одеттой — Галиной Улановой и Одиллией — Наталией Дудинской.
Творчеству балетмейстера посвящён телефильм «Константин Сергеев. Страницы хореографии» (1976).
Умер 1 апреля 1992 года на 83-м году жизни в Санкт-Петербурге; похоронен на Литераторских мостках.

### Семья
- Первая жена — Фея Балабина (1910—1982), балерина, балетмейстер и балетный педагог; заслуженная артистка РСФСР (1939), заслуженный деятель искусств РСФСР (1957), лауреат Сталинской премии (1947).
  - Сын — Николай Сергеев (1946—1973), артист балета, погиб в автокатастрофе.
- Вторая жена — Наталия Дудинская (1912—2003), балерина, педагог; народная артистка СССР (1957), лауреат четырёх Сталинских премий (1941, 1947, 1949, 1951).

## Награды и звания
- Герой Социалистического Труда (1991)
- Четыре ордена Ленина (1970, 10.03.1980[4], 1988, 1991)
- Орден Трудового Красного Знамени (1940)
- Орден «Знак Почёта» (1939)
- Медаль «За доблестный труд в Великой Отечественной войне 1941—1945 гг.» (1945)
- Медаль «В память 250-летия Ленинграда» (1954)
- Народный артист СССР (1957)
- Народный артист РСФСР (1951)
- Заслуженный артист РСФСР (1939)
- Сталинская премия первой степени (1946) — за многолетние выдающиеся достижения
- Сталинская премия второй степени (1947) — за постановку балетного спектакля «Золушка» С. С. Прокофьева (1945)
- Сталинская премия второй степени (1949) — за постановку балетного спектакля «Раймонда» А. К. Глазунова (1948)[5]
- Сталинская премия второй степени (1951) — за исполнение партии Али-Батыра в балетном спектакле «Али-Батыр» («Шурале») Ф. З. Яруллина (1950)
- Почётная премия Парижской академии танца (1965).

## Творчество

### Партии

#### ТруппаИ. Ф. Кшесинского(1928—1929)
- «Лебединое озеро» П. И. Чайковского — Зигфрид
- «Жизель» А. Адана — Альберт
- «Корсар» на музыку А. Адана, Л. Делиба, Р. Дриго, Ц. Пуни, П. Г. Ольденбургского — Невольник
- «Шопениана» на музыку Ф. Шопена ― Юноша
- «Эсмеральда» Ц. Пуни ― Гренгуар
- «Половецкие пляски» А. П. Бородина ― Половчанин

#### Ленинградский театр оперы и балета им. С. М. Кирова
- 1932 — «Пламя Парижа» Б. В. Асафьева — Филипп, Жером, Актёр (первый исполнитель)
- 1933 — «Щелкунчик» П. И. Чайковского — Принц
- 1933 — «Лебединое озеро» П. И. Чайковского — Граф
- 1934 — «Шопениана» на музыку Ф. Шопена ― Юноша
- 1934 — «Дон Кихот» Л. Минкуса ― Базиль
- 1934 — «Бахчисарайский фонтан» Б. В. Асафьева — Вацлав (первый исполнитель)
- 1935 — «Жизель» А. Адана — Альберт
- 1936 — «Утраченные иллюзии» Б. В. Асафьева ― Люсьен (первый исполнитель)
- 1937 — «Корсар» на музыку А. Адана, Л. Делиба, Р. Дриго, Ц. Пуни, П. Г. Ольденбургского — Конрад
- 1938 — «Раймонда» А. К. Глазунова ― Коломан (первый исполнитель)
- 1939 — «Лауренсия» А. А. Крейна ― Фрондосо
- 1940 — «Ромео и Джульетта» С. С. Прокофьева ― Ромео (первый исполнитель)
- 1941 — «Тарас Бульба» В. П. Соловьёва-Седого ― Остап
- 1942 — «Гаянэ» Хачатуряна ― Армен (первый исполнитель)
- 1945 — «Спящая красавица» П. И. Чайковского — Дезире
- 1946 — «Золушка» С. С. Прокофьева — Принц (первый исполнитель)
- 1947 — «Милица» Б. В. Асафьева ― Пётр (первый исполнитель)
- 1947 — «Весенняя сказка» на музыку П. И. Чайковского в инструментовке Б. В. Асафьева и П. Э. Фельдта ― Добрый молодец (первый исполнитель)
- 1948 — «Раймонда» А. К. Глазунова ― Жан де Бриен
- 1949 — «Медный всадник» Р. М. Глиэра ― Евгений (первый исполнитель)
- 1950 — «Лебединое озеро» П. И. Чайковского — Зигфрид
- 1951 — «Шурале» Ф. З. Яруллина ― Али-Батыр (первый исполнитель)
- 1953 — «Родные поля» Н. П. Червинского ― Андрей (первый исполнитель)
- 1955 — «Тарас Бульба» В. П. Соловьёва-Седого ― Андрий (первый исполнитель)
- 1958 — («Тропою грома» К. А. Караева ― Ленни (первый исполнитель)
- 1960 — «Маскарад» Л. А. Лапутина ― Арбенин (первый исполнитель)
- «Жар-птица и Иван-царевич» балет-фантазия на музыку А. Н. Скрябина ― Иван
- «Красный мак» Р. М. Глиэра ― Молодой кули и Феникс
- «Египетские ночи» А. С. Аренского ― Раб Клеопатры
- «Конёк-Горбунок» Ц. Пуни ― Гений вод
- «Тщетная предосторожность» на музыку П. Гертеля ― Колен
- «Спящая красавица» П. И. Чайковского — Голубая птица
- Хореографические миниатюры (миниатюра «Венский вальс» на музыку Р. Штрауса)

### Постановки

#### Ленинградский театр оперы и балета им. С. М. Кирова
- 1946, 1964 — «Золушка» С. С. Прокофьева
- 1948 — «Раймонда» А. К. Глазунова
- 1950 — «Лебединое озеро» П. И. Чайковского
- 1952 — «Спящая красавица» П. И. Чайковского
- 1958 — («Тропою грома» К. А. Караева (перенёс спектакль на сцену ГАБТ)
- 1962 — «Карнавал» на музыку Р. Шумана
- 1963 — «Далёкая планета» Б. С. Майзеля
- 1964 — «В порт вошла „Россия“» В. П. Соловьёва-Седого
- 1970 — «Гамлет» Н. П. Червинского
- 1973 — «Корсар» на музыку А. Адана, Л. Делиба, Р. Дриго, Ц. Пуни, П. Г. Ольденбургского
- 1974 — «Времена года» на музыку А. К. Глазунова
- 1976 — «Левша» Б. А. Александрова

#### Ленинградское хореографическое училище
- 1974 — «Времена года» на музыку А. К. Глазунова
- 1978 — «Аппасионата» на музыку сонаты для фортепиано № 23 Л. ван Бетховена
- 1988 — «Карнавал» на музыку Р. Шумана
- 1989 — «Фея кукол» Й. Байера

#### Московский музыкальный театр имени К. С. Станиславского и Вл. И. Немировича-Данченко
- 1980 — «Легенда о Жанне д’Арк» Н. И. Пейко

#### Большой театр
- 1992 — «Корсар» на музыку А. Адана, Л. Делиба, Р. Дриго, Ц. Пуни, П. Г. Ольденбургского

#### Другие театры
- «Жизель» А. Адана (Варшава, 1967; Осака, 1991)
- «Лебединое озеро» П. И. Чайковского (Прага, 1973; Варшава, 1987; Бостон, 1988; Токио, 1991)
- «Золушка» С. С. Прокофьева (Прага, 1978; Осака, 1990)

### Фильмография

#### Роли
- 1952 — Концерт мастеров искусств (фильм-спектакль) ― Жан де Бриен (сцены из балета «Раймонда»)
- 1953 — Мастера русского балета (фильм-спектакль) — Принц (сцены из балета «Лебединое озеро»)
- 1964 — Соберите Венеру (фильм-концерт)

#### Режиссёр и сценарист
- 1964 — «Спящая красавица» (фильм-балет) (совм. с А. И. Дудко)
- 1968 — «Лебединое озеро» (фильм-балет) (совм. с А. И. Дудко)
- 1985 — «Золушка» (фильм-балет) (совм. с В. Ф. Окунцовым)
- 1986 — «Карнавал» (фильм-балет) (совм. с Е. В. Поповой)
- 1988 — «Египетские ночи» (фильм-балет) (совм. с Е. В. Поповой)
- 1989 — «Фея кукол» (фильм-балет) (совм. с Е. В. Поповой)

#### Участие в фильмах
- 1982 — Этот час волшебный (документальный)
- 1983 — И каждый вечер в час назначенный… (документальный)

### Сочинения
- Сергеев К. Крепить узы дружбы // Театральный Ленинград. — 1958. — № 38

## Память
- В 1993 году учреждён Фонд им. К. М. Сергеева.
- В 1994 году в Санкт-Петербурге, на доме (Каменноостровский проспект, 2), где жил Сергеев, установлена мемориальная доска (скульпторы Михаил Аникушин, Мария Литовченко, архитектор Вячеслав Бухаев).